# Taoiseach
Il Taoiseach (IPA: /ˈt̪ˠiːʃəx/) è il capo del governo della Repubblica d'Irlanda. È incaricato dal Presidente della Repubblica e nominato dal Dáil Éireann, la camera bassa del Parlamento irlandese. L'attuale Taoiseach è Micheál Martin, in carica dal 23 gennaio 2025.

## Storia
La parola "Taoiseach" deriva dalla lingua irlandese e ha origini antiche. La sua traduzione letterale sarebbe "capo", ma la costituzione irlandese lo definisce "capo del governo o primo ministro".
La carica di Taoiseach venne creata dalla costituzione irlandese del 1937 e rimpiazzò la carica di Primo ministro. Rispetto al Presidente del consiglio esecutivo, il Taoiseach venne dotato di maggiori poteri, tra cui ad esempio la possibilità di rimuovere dei membri del suo governo o di chiedere lo scioglimento del Dáil Éireann, rendendolo più simile alla figura di un primo ministro.
Tranne che in pochissimi casi, l'incarico di Taoiseach è stato sempre assegnato al leader del partito al governo o al leader del partito principale della coalizione di governo, quindi a politici del Fianna Fáil o del Fine Gael.

## Nomina e mandato
La costituzione dell'Irlanda richiede che il Taoiseach sia individuato tra i membri del Dáil Éireann. Il Taoiseach viene eletto a maggioranza semplice dal Dáil e poi formalmente incaricato dal presidente della repubblica. Il presidente non può rifiutare la nomina effettuata dal Dáil, per cui l'assegnazione dell'incarico costituisce solo un passaggio formale.
Il mandato del Taoiseach non ha una durata definita. La permanenza in carica del Taoiseach ha infatti come unico requisito e limite il mantenimento del suo rapporto di fiducia con il Dáil Éireann.
Se il Taoiseach perde l'appoggio della maggioranza dei membri del Dáil e viene sfiduciato (oppure se il bilancio che presenta viene respinto), è tenuto o a dimettersi oppure a invitare il presidente della repubblica a sciogliere il Dáil e convocare nuove elezioni. In teoria il presidente della repubblica può decidere liberamente se accettare o meno l'eventuale invito a sciogliere il Dáil, ma fino a oggi non si è mai opposto alle preferenze espresse dal Taoiseach. In caso di dimissioni del Taoiseach, egli continua a esercitare i suoi doveri e le sue funzioni fino alla nomina del suo successore.

## Poteri e funzioni
Il Taoiseach nomina gli altri membri del governo, che dopo avere ottenuto l'approvazione del Dáil Éireann vengono incaricati dal presidente della repubblica. Il Taoiseach ha anche il potere di sollecitare il presidente a rimuovere uno o più membri del governo e per convenzione il presidente della repubblica è tenuto a soddisfare la richiesta del Taoiseach. Il Taoiseach ha il potere di nominare undici membri del Seanad Éireann. Al Taoiseach risponde il dipartimento del Taoiseach. Il Taoiseach non dispone di una residenza ufficiale.

## Emolumenti
Lo stipendio annuale del Taoiseach è di 200000 € dal marzo 2011. Prima che Enda Kenny assumesse l'incarico lo stipendio annuale era di 214187 €. Oltre allo stipendio, il Taoiseach dispone di 118981 € per spese aggiuntive.

## Elenco dei Taoiseach

### Capi del Governo prima del 1937
Dal 1919 (quando i deputati irlandesi eletti a Westminster rifiutarono di recarsi a Londra e costituirono il Dáil Éireann) al 1937 (quando la carica di Taoiseach venne creata dalla Costituzione), i capi del Governo irlandese furono cinque, con diverse nomenclature.
| Nº | Presidente (Nascita-Morte) | Presidente (Nascita-Morte) | Presidente (Nascita-Morte)          | Mandato                            | Mandato         | Titolo                      | Partito                            | Dáil                   | Re di Gran Bretagna ed Irlanda |
| Nº | Presidente (Nascita-Morte) | Presidente (Nascita-Morte) | Presidente (Nascita-Morte)          | Inizio                             | Fine            | Titolo                      | Partito                            | Dáil                   | Re di Gran Bretagna ed Irlanda |
| -- | -------------------------- | -------------------------- | ----------------------------------- | ---------------------------------- | --------------- | --------------------------- | ---------------------------------- | ---------------------- | ------------------------------ |
| -  |                            |                            | Cathal Brugha (1874-1922)           | 21 gennaio 1919                    | 1º aprile 1919  | Presidente del Dáil Éireann | Sinn Féin                          | 1° (1918)              | Re Giorgio V (1918-1936)       |
| -  |                            |                            | Éamon de Valera (1882-1975)         | 1º aprile 1919                     | 26 agosto 1921  | Presidente del Dáil Éireann | Sinn Féin                          | 1° (1918)              | Re Giorgio V (1918-1936)       |
| -  | 26 agosto 1921             | 9 gennaio 1922             | Éamon de Valera (1882-1975)         | Presidente della Repubblica        | 2° (1921)       |                             | Sinn Féin                          |                        | Re Giorgio V (1918-1936)       |
| -  |                            |                            | Arthur Griffith (1871-1922)         | 10 gennaio 1922                    | 2° (1921)       | 12 agosto 1922              | Presidente del Dáil Éireann        | Sinn Féin Pro-Trattato | Re Giorgio V (1918-1936)       |
| -  |                            |                            | Michael Collins (1890-1922)         | 16 gennaio 1922                    | 2° (1921)       | 22 agosto 1922              | Presidente del Governo Provvisorio | Sinn Féin Pro-Trattato | Re Giorgio V (1918-1936)       |
| -  |                            |                            | William Thomas Cosgrave (1880-1965) | 22 agosto 1922                     | 6 dicembre 1922 | 3° (1922)                   | Presidente del Governo Provvisorio | Sinn Féin Pro-Trattato | Re Giorgio V (1918-1936)       |
| 1  | 6 dicembre 1922            | 27 agosto 1923             | William Thomas Cosgrave (1880-1965) | Presidente del Consiglio Esecutivo |                 | 3° (1922)                   |                                    | Sinn Féin Pro-Trattato | Re Giorgio V (1918-1936)       |
| 1  |                            | 27 agosto 1923             | William Thomas Cosgrave (1880-1965) | Presidente del Consiglio Esecutivo | 9 giugno 1927   | Cumann na nGaedheal         | 4° (1923)                          |                        | Re Giorgio V (1918-1936)       |
| 1  | 9 giugno 1927              | 11 ottobre 1927            | William Thomas Cosgrave (1880-1965) | Presidente del Consiglio Esecutivo | 5° (Giu. 1927)  | Cumann na nGaedheal         |                                    |                        | Re Giorgio V (1918-1936)       |
| 1  | 11 ottobre 1927            | 2 aprile 1930              | William Thomas Cosgrave (1880-1965) | Presidente del Consiglio Esecutivo | 6° (Set. 1927)  | Cumann na nGaedheal         |                                    |                        | Re Giorgio V (1918-1936)       |
| 1  | 2 aprile 1930              | 9 marzo 1932               | William Thomas Cosgrave (1880-1965) | Presidente del Consiglio Esecutivo | 6° (Set. 1927)  | Cumann na nGaedheal         |                                    |                        | Re Giorgio V (1918-1936)       |
| 2  |                            |                            | Éamon de Valera (1882-1975)         | Presidente del Consiglio Esecutivo | 9 marzo 1932    | 8 febbraio 1933             | Fianna Fáil                        | 7° (1932)              | Re Giorgio V (1918-1936)       |
| 2  | 8 febbraio 1933            | 21 luglio 1937             | Éamon de Valera (1882-1975)         | Presidente del Consiglio Esecutivo | 8° (1933)       | Re Edoardo VIII (1936)      | Fianna Fáil                        |                        |                                |
| 2  | 21 luglio 1937             | 29 dicembre 1937           | Éamon de Valera (1882-1975)         | Presidente del Consiglio Esecutivo | 9° (1937)       | Re Giorgio VI (1936-1949)   | Fianna Fáil                        |                        |                                |

### Taoiseach
Per convenzione la numerazione dei Taoiseach comprende anche i Presidenti del Consiglio esecutivo dello Stato libero d'Irlanda (W.T. Cosgrave ed Éamon de Valera, rispettivamente 1° e 2°), per cui Simon Harris è considerato il 16° Taoiseach e non il 15°.
| Nº   | Presidente (Nascita-Morte)      | Presidente (Nascita-Morte) | Presidente (Nascita-Morte)     | Mandato          | Mandato          | Governo                             | Partito        | Dáil            | Capo di Stato                   |
| Nº   | Presidente (Nascita-Morte)      | Presidente (Nascita-Morte) | Presidente (Nascita-Morte)     | Inizio           | Fine             | Governo                             | Partito        | Dáil            | Capo di Stato                   |
| ---- | ------------------------------- | -------------------------- | ------------------------------ | ---------------- | ---------------- | ----------------------------------- | -------------- | --------------- | ------------------------------- |
| (2)  |                                 |                            | Éamon de Valera (1882-1975)    | 29 dicembre 1937 | 30 giugno 1938   | de Valera I                         | Fianna Fáil    | 9° (1937)       | Re Giorgio VI (1936-1949)       |
| (2)  | 30 giugno 1938                  | 1º luglio 1943             | Éamon de Valera (1882-1975)    | de Valera II     | 10° (1938)       | Douglas Hyde (1938-1945)            | Fianna Fáil    |                 |                                 |
| (2)  | 1º luglio 1943                  | 9 giugno 1944              | Éamon de Valera (1882-1975)    | de Valera III    | 11° (1943)       | Douglas Hyde (1938-1945)            | Fianna Fáil    |                 |                                 |
| (2)  | 9 giugno 1944                   | 18 febbraio 1948           | Éamon de Valera (1882-1975)    | de Valera IV     | 12° (1944)       | Douglas Hyde (1938-1945)            | Fianna Fáil    |                 |                                 |
| 3    |                                 |                            | John A. Costello (1891-1976)   | 18 febbraio 1948 | 13 giugno 1951   | Costello I                          | Fine Gael      | 13° (1948)      | Seán T. O'Kelly (1945-1959)     |
| (2)  |                                 |                            | Éamon de Valera (1882-1975)    | 13 giugno 1951   | 2 giugno 1954    | de Valera V                         | Fianna Fáil    | 14° (1951)      | Seán T. O'Kelly (1945-1959)     |
| (3)  |                                 |                            | John A. Costello (1891-1976)   | 2 giugno 1954    | 20 marzo 1957    | Costello II                         | Fine Gael      | 15° (1954)      | Seán T. O'Kelly (1945-1959)     |
| (2)  |                                 |                            | Éamon de Valera (1882-1975)    | 20 marzo 1957    | 23 giugno 1959   | de Valera VI                        | Fianna Fáil    | 16° (1957)      | Seán T. O'Kelly (1945-1959)     |
| 4    |                                 |                            | Seán Lemass (1899-1971)        | 23 giugno 1959   | 11 novembre 1961 | Lemass VI                           | Fianna Fáil    | 16° (1957)      | Éamon de Valera (1959-1973)     |
| 4    | 11 novembre 1961                | 21 aprile 1965             | Seán Lemass (1899-1971)        | Lemass II        | 17° (1961)       |                                     | Fianna Fáil    |                 | Éamon de Valera (1959-1973)     |
| 4    | 21 aprile 1965                  | 10 novembre 1966           | Seán Lemass (1899-1971)        | Lemass III       | 18° (1965)       |                                     | Fianna Fáil    |                 | Éamon de Valera (1959-1973)     |
| 5    |                                 |                            | Jack Lynch (1917-1999)         | 10 novembre 1966 | 18° (1965)       | 2 luglio 1969                       | Fianna Fáil    | Lynch I         | Éamon de Valera (1959-1973)     |
| 5    | 2 luglio 1969                   | 14 marzo 1973              | Jack Lynch (1917-1999)         | Lynch II         | 19° (1969)       |                                     | Fianna Fáil    |                 | Éamon de Valera (1959-1973)     |
| 6    |                                 |                            | Liam Cosgrave (1920-2017)      | 14 marzo 1973    | 5 luglio 1977    | Cosgrave                            | Fine Gael      | 20° (1973)      | Erskine H. Childers (1973-1974) |
| 6    | Cearbhall Ó Dálaigh (1974-1976) |                            | Liam Cosgrave (1920-2017)      | 14 marzo 1973    | 5 luglio 1977    | Cosgrave                            | Fine Gael      | 20° (1973)      |                                 |
| (5)  |                                 |                            | Jack Lynch (1917-1999)         | 5 luglio 1977    | 11 dicembre 1979 | Lynch III                           | Fianna Fáil    | 21° (1977)      | Patrick Hillery (1976-1990)     |
| 7    |                                 |                            | Charles J. Haughey (1925-2006) | 11 dicembre 1979 | 30 giugno 1981   | Haughey I                           | Fianna Fáil    | 21° (1977)      | Patrick Hillery (1976-1990)     |
| 8    |                                 |                            | Garret FitzGerald (1926-2011)  | 30 giugno 1981   | 9 marzo 1982     | FitzGerald I                        | Fine Gael      | 22° (1981)      | Patrick Hillery (1976-1990)     |
| (7)  |                                 |                            | Charles J. Haughey (1925-2006) | 9 marzo 1982     | 14 dicembre 1982 | Haughey II                          | Fianna Fáil    | 23° (Feb. 1982) | Patrick Hillery (1976-1990)     |
| (8)  |                                 |                            | Garret FitzGerald (1926-2011)  | 14 dicembre 1982 | 10 marzo 1987    | FitzGerald II                       | Fine Gael      | 24° (Nov. 1982) | Patrick Hillery (1976-1990)     |
| (7)  |                                 |                            | Charles J. Haughey (1925-2006) | 10 marzo 1987    | 12 luglio 1989   | Haughey III                         | Fianna Fáil    | 25° (1987)      | Patrick Hillery (1976-1990)     |
| (7)  | 12 luglio 1989                  | 11 febbraio 1992           | Charles J. Haughey (1925-2006) | Haughey IV       | 26° (1989)       |                                     | Fianna Fáil    |                 | Patrick Hillery (1976-1990)     |
| 9    |                                 |                            | Albert Reynolds (1932-2014)    | 11 febbraio 1992 | 12 gennaio 1993  | Reynolds I                          | Fianna Fáil    | 27° (1992)      | Mary Robinson (1990-1997)       |
| 9    | 12 gennaio 1993                 | 15 dicembre 1994           | Albert Reynolds (1932-2014)    | Reynolds II      |                  |                                     | Fianna Fáil    | 27° (1992)      | Mary Robinson (1990-1997)       |
| 10   |                                 |                            | John Bruton (1947-2024)        | 15 dicembre 1994 | 26 giugno 1997   | Bruton                              | Fine Gael      | 27° (1992)      | Mary Robinson (1990-1997)       |
| 11   |                                 |                            | Bertie Ahern (1951-)           | 26 giugno 1997   | 6 giugno 2002    | Ahern I                             | Fianna Fáil    | 28° (1997)      | Mary Robinson (1990-1997)       |
| 11   | 6 giugno 2002                   | 14 giugno 2007             | Bertie Ahern (1951-)           | Ahern II         | 29° (2002)       | Mary McAleese (1997-2011)           | Fianna Fáil    |                 |                                 |
| 11   | 14 giugno 2007                  | 7 maggio 2008              | Bertie Ahern (1951-)           | Ahern III        | 30° (2007)       | Mary McAleese (1997-2011)           | Fianna Fáil    |                 |                                 |
| 12   |                                 |                            | Brian Cowen (1960-)            | 7 maggio 2008    | 30° (2007)       | Mary McAleese (1997-2011)           | Fianna Fáil    | 9 marzo 2011    | Cowen                           |
| 13   |                                 |                            | Enda Kenny (1951-)             | 9 marzo 2011     | 6 maggio 2016    | Mary McAleese (1997-2011)           | Kenny I        | Fine Gael       | 31° (2011)                      |
| 13   | 6 maggio 2016                   | 14 giugno 2017             | Enda Kenny (1951-)             | Kenny II         | 32° (2016)       | Michael D. Higgins (2011-in carica) |                | Fine Gael       |                                 |
| 14   |                                 |                            | Leo Varadkar (1979-)           | 14 giugno 2017   | 32° (2016)       | Michael D. Higgins (2011-in carica) | 27 giugno 2020 | Fine Gael       | Varadkar I                      |
| 15   |                                 |                            | Micheál Martin (1960-)         | 27 giugno 2020   | 17 dicembre 2022 | Michael D. Higgins (2011-in carica) | Martin I       | Fianna Fáil     | 33° (2020)                      |
| (14) |                                 |                            | Leo Varadkar (1979-)           | 17 dicembre 2022 | 9 aprile 2024    | Michael D. Higgins (2011-in carica) | Varadkar II    | Fine Gael       | 33° (2020)                      |
| 16   |                                 |                            | Simon Harris (1986-)           | 9 aprile 2024    | 23 gennaio 2025  | Michael D. Higgins (2011-in carica) | Harris         | Fine Gael       | 33° (2020)                      |
| (15) |                                 |                            | Micheál Martin (1960-)         | 23 gennaio 2025  | in carica        | Michael D. Higgins (2011-in carica) | Martin II      | Fianna Fáil     | 34° (2024)                      |